# Las Villas
Las Villas és una comarca de la província de Jaén. La capital es Villacarrillo. La població de la comarca és de 22.239 habitants (segons dades de l'INE per a 2006), té una superfície de 556,38 km², i una densitat de població de 40 hab/km².

## Geografia
Una part significativa del territori de la comarca de Las Villas forma part del Parc Natural de la Sierra de Cazorla, Segura i Las Villas. Tradicionalment, juntament amb la comarca de La Loma, s'ha considerat que ambdues formen una sola comarca, denominada La Loma i las Villas. No obstant això a partir del 27 de març de 2003 d'acord amb el catàleg